# چراغ مزرعه
چراغ مزرعه روستایی خودمختار از توابع بخش سجاس‌رود شهرستان خدابنده در استان زنجان ایران است. این روستا یکی از قدیمی‌ترین روستاهای کشور می‌باشد با تشکر سجاد امینی 

## جمعیت
این روستا در دهستان آق بلاغ قرار دارد و براساس سرشماری مرکز آمار ایران در سال ۱۳۸۵، جمعیت آن ۱۰۹ نفر (۲۳خانوار) بوده‌است.